# Sterkia hemphilli
Sterkia hemphilli är en snäckart som först beskrevs av Sterki 1890.  Sterkia hemphilli ingår i släktet Sterkia och familjen puppsnäckor. Inga underarter finns listade i Catalogue of Life.